# 348 (szám)
A 348 (római számmal: CCCXLVIII) egy természetes szám.

## A szám a matematikában
A tízes számrendszerbeli 348-as a kettes számrendszerben 101011100, a nyolcas számrendszerben 534, a tizenhatos számrendszerben 15C alakban írható fel.
A 348 páros szám, összetett szám, kanonikus alakban a 22 · 31 · 291 szorzattal, normálalakban a 3,48 · 102 szorzattal írható fel. Tizenkettő osztója van a természetes számok halmazán, ezek növekvő sorrendben: 1, 2, 3, 4, 6, 12, 29, 58, 87, 116, 174 és 348.
Előállítható 4 egymást követő prímszám összegeként: 79 + 83 + 89 + 97 = 348
A 348 négyzete 121 104, köbe 42 144 192, négyzetgyöke 18,65476, köbgyöke 7,03385, reciproka 0,0028736. A 348 egység sugarú kör kerülete 2186,54849 egység, területe 380 459,43672 területegység; a 348 egység sugarú gömb térfogata 176 533 178,6 térfogategység.